# Das Bunte Leben
Das Bunte Leben (La vida plena de color) és una pintura al tremp d'ou sobre tela de l'artista rus Vassili Kandinski.
El col·leccionista d'art neerlandès Emanuel Lewenstein la va comprar immediatament després que fos acabada, l'any 1907. Després de la seva mort, la seva vídua Hedwig el va prestar al Stedelijk Museum Amsterdam perquè la custodiés.
El 3 de març de 2017, tres dels seus hereus van presentar una demanda a la ciutat de Nova York contra el banc Bayerische Landesbank que creien que era el propietari de l'obra, en aquell moment valorada en 80 milions de dòlars.
La demanda defensa que la pintura va ser, en efecte, presa i venguda sense permís, «La pintura va ser presa dels seus propietaris legítims al 1940 en violació de la llei internacional durant el període de l'ocupació nazi als Països Baixos en el context de les campanyes nazis del genocidi jueu».
Das Bunte Leben s'exposa a la Galeria Lenbachhaus de Múnic, a Alemanya.